# Salvatore Sechi
Salvatore Sechi (Nulvi, 29 maggio 1939) è uno storico italiano.

## Biografia
Laureatosi a Torino con Guido Quazza, dopo essersi perfezionato in Inghilterra al St. Anthony College di Oxford, è stato ricercatore della Fondazione Luigi Einaudi di Torino, l'istituzione che ha formato alcuni dei più insigni accademici italiani. Formatosi, come ha scritto nel suo ultimo libro, alla scuola dei Quaderni Rossi di Raniero Panzieri, si è avvicinato successivamente al PCI e, successivamente, al PSI.
Ha poi insegnato Storia dei partiti e dei movimenti politici e Storia contemporanea nelle università di Venezia, Bologna, Ferrara e Berkeley. Come politologo, ha collaborato con le principali testate italiane il (Corriere della Sera, la Repubblica, l'Unità, Il Giorno, il Resto del Carlino, Avanti!, Il Secolo XIX) e con riviste fondamentali come Storia Contemporanea, il Mulino, Nuova Storia Contemporanea. Ha chiuso la sua carriera accademica da professore ordinario di Storia contemporanea all'Università di Ferrara.
Studioso del movimento operaio internazionale, del fascismo, di storia dell'America Latina e di storia del PCI e della sinistra italiana, è autore di decine di volumi, monografie e saggi frutto di ricerche in archivi italiani, americani, inglesi. Intensa anche la sua attività pubblicistica. Ha avuto inoltre incarichi istituzionali, essendo stato direttore dell'Istituto di Cultura italiana di San Francisco (USA) e consulente della commissione parlamentare Mitrochin, esperienza, quest'ultima, giudicata negativa anche in alcuni articoli e saggi.
Nel corso della sua carriera, ha organizzato importanti convegni e congressi nazionali e internazionali. Tra i più recenti, il convegno sul caso Moro (marzo 2008) e quello sulla violenza politica nel secondo dopoguerra (novembre 2008) organizzati a Cento (FE). Sotto la presidenza di Beppe Pisanu è stato inoltre consulente della Commissione parlamentare antimafia.

## Pubblicazioni
- S. Sechi, Spunti critici sulle lettere dal carcere di Gramsci, in "Quaderni Piacentini", 1967;
- S. Sechi (a cura di), La Guerra del 1948-49 in Italia, Fulvio Rossi, Napoli, 1970;
- S. Sechi, Dopoguerra e fascismo in Sardegna, Fondazione Einaudi, Torino, 1970;
- S. Sechi, Dipendenza e sottosviluppo in America Latina, Fondazione Einaudi, Torino, 1972;
- S. Sechi, 'Imperialismo e politica fascista (1882-1939), in "Problemi del socialismo", n. 11-12, 1972;
- S. Sechi, 'La politica dell'Unidad popular e l'economia cilena, in "Politica ed economia", n. 5, 1973;
- S. Sechi, Il movimento autonomistico in Sardegna, Editrice sarda Fossataro, Cagliari, 1974;
- S. Sechi, Movimento operaio e storiografia marxista, De Donato, Bari, 1974;
- S. Sechi, Capitalismo e movimento operaio in Cile, Editori Riuniti, Roma, 1974;
- S. Sechi, Strutture aziendali e potere sindacale, in Annali della Fondazione Feltrinelli, Milano, 1975;
- S. Sechi ed E. Scarzanella, Società feudale e imperialismo in America Latina: il caso del Cile, Zanichelli, Bologna, 1977;
- S. Sechi, Il PCI: l'albero, la foresta e la nuova peste, in "Il Mulino", n. 2, 1977;
- S. Sechi,  L'austero fascino del centralismo democratico, in "Il Mulino", n. 3, 1978;
- S. Sechi, M. Barbagli, P. Corbetta, Dentro il PCI, Il Mulino, Bologna, 1979;
- S. Sechi, Il nuovo Statuto del PCI: tra rinnovamento e continuità, in "Il Mulino", n. 4, 1979;
- S. Sechi, La pelle di zigrino, storia e politica del PCI, Cappelli, Bologna, 1980;
- S. Sechi, Il Pcf: partito di governo o partito al governo?, in Il Mulino, n. 1, 1982;
- S. Sechi e V. Evangelisti, Il galletto rosso: precariato e conflitto di classe in Emilia-Romagna, 1880-1980, Marsilio, Venezia, 1982;
- S. Sechi, Il giornalista sbigottito : stampa e opinione politica in Italia dalla grande sorpresa del 1983 alle elezioni europee e sarde del 1984, Gallizzi, Sassari, 1984;
- S. Sechi e S. Merli, Dimenticare Livorno. Sul partito unico dei lavoratori 1944-47, SugarCo, Milano, 1985;
- S. Sechi, Tra neutralismo ed equidistanza: la politica estera italiana verso l'Urss 1944-48, in Storia Contemporanea, Anno XVIII, n. 4, 1987;
- S. Sechi, Giocarsi la dote. L'incognita Psi nelle riforme istituzionali, in "Il Mulino", n. 6, dic. 1987;
- S. Sechi, L'autunno del Pci, in "Il Mulino", n. 1, 1989;
- S. Sechi, Togliatti e la questione nazionale: un pretesto per la legittimazione, in "Storia contemporanea", Anno XXV, n. 6, 1994;
- S. Sechi, Deconstructing Italy: Italy in the nineties, University of California, Berkeley, 1995;
- S. Sechi, Rinascita e il liberalismo: la sindrome del 99,76%, in "Storia Contemporanea", Anno XXVII, n. 6, 1996;
- S. Sechi, I comunisti italiani e il centrismo, in "Nuova Storia Contemporanea", n. 6, 2003;
- S. Sechi, Riformismo Usa e sovversivismo comunista durante il centrismo, in "Nuova Storia Contemporanea", n. 2, 2004;
- S. Sechi, L'ircocervo comunista. Il Pci, “partito della guerra civile” e/o “partito nuovo”, in "Nuova Storia Contemporanea", n. 4, 2006;
- S. Sechi, Compagno cittadino. Il PCI tra via parlamentare e lotta armata, Rubbettino, Soveria Mannelli, 2006;
- S. Sechi, Sul funzionamento delle Commissioni parlamentari di inchiesta, in "Nuova Storia Contemporanea", n. 6, 2006;
- S. Sechi (a cura di), Le vene aperte del delitto Moro, Mauro Pagliai, Firenze, 2009.
- S. Sechi, L’apparato para-militare del PCI e lo spionaggio del Kgb sulle nostre imprese. Una storia di omissis, Goware, Firenze, 2018.